# Verebélyi Zoltán
Verebélyi Zoltán (Budapest, 1970 –) magyar aktív vitorlázórepülő, válogatott sportoló.

## Életpálya
Már általános iskolás korában, 1983-tól megkezdte a vitorlázórepülés alapjainak elsajátítását. Édesapja útmutatásai alapján nagy figyelemmel sajátította el a repülés alapjait. Az ITRK -ban repült, műegyetemi tanulmányi során az MSE volt a klubja. Kiemelkedő sporteredményeket a MÁV Repülőklubban érte el. Egyéni eredményei alapján a vitorlázórepülő válogatott tagja.

## Sportegyesületei
- Mátyásföldi Repülőklub
- Ipari Tanulók Repülő Egyesület (ITRK),
- Műegyetemi Sportrepülő Egyesület (MSE)
- MÁV Repülőklub

## Sporteredmények
1991. évi vitorlázó standardosztályú nemzeti bajnokságon, MSE versenyzőként bajnok lett.
Több érvényes országos vitorlázórepülési rekordot állított fel, illetve rekordot tart.

### Magyar bajnokság
2012-ben az 57. Vitorlázórepülő Nemzeti Bajnokság eredménylistája alapján
- összevont vizes géposztály harmadik helyezettje,
- a külön is értékelt 18 méteresek között második helyezettje,

## Családi kapcsolat
Édesapja Verebélyi Endre sikeres vitorlázó repülő, repülőgép szerelő, sportvezető volt.